# Газоразрядная лампа
Газоразря́дная ла́мпа — источник света, излучающий энергию в видимом диапазоне. Физическая основа — электрический разряд в газах.
По источнику света, выходящего наружу и используемого человеком, газоразрядные лампы делятся на:
- люминесцентные лампы (ЛЛ), в которых в основном наружу выходит свет от покрывающего лампу слоя люминофора, возбуждаемого излучением газового разряда;
- газосветные лампы, в которых наружу выходит сам свет от газового разряда;
- электродосветные лампы, в которых используется свечение электродов, возбуждённых газовым разрядом.

По величине давления разрядные лампы делятся на:
- газоразрядные лампы высокого давления — ГРЛВД, подробнее см. — лампа ДРЛ.
- газоразрядные лампы низкого давления — ГРЛНД, подробнее см. — люминесцентная лампа.

Разрядные лампы обладают высокой эффективностью преобразования электрической энергии в световую. Эффективность измеряется отношением люмен/Ватт.
В разрядных лампах могут использоваться разные газы: пары металлов (ртути или натрия), инертные газы (неон, ксенон, аргон и криптон), а также их смеси. Наибольшей эффективностью, на сегодняшний день, обладают натриевые лампы (ДНаТ), они работают в парах натрия и имеют эффективность 150 лм/Вт. Подавляющее большинство разрядных ламп — это ртутные лампы, они работают в парах ртути. Среди ртутных ламп можно упомянуть дуговые ртутные люминесцентные лампы (ДРЛ). Кроме этого, широко распространены металлогалогенные лампы (МГЛ или ДРИ) — в них используется смесь паров ртути, инертных газов и галогенидов металлов. Меньше распространены безртутные разрядные лампы, содержащие инертные газы: ксеноновые лампы (ДКсТ), неоновые лампы и другие.
Разрядные источники света (газоразрядные лампы) постепенно вытесняют привычные ранее лампы накаливания, однако недостатками остаются линейчатый спектр излучения, утомляемость от мерцания света, шум пускорегулирующей аппаратуры (ПРА), вредность паров ртути в случае попадания в помещение при разрушении колбы, невозможность мгновенного перезажигания для ламп высокого давления.

## Характеристики
- Срок службы от 2 до 20 тысяч часов.
- Эффективность от 40 до 220 лм/Вт.
- Цвет излучения: от 2200 до 20000 К
- Цветопередача: хорошая (Ra>80), отличная (Ra>90)
- Компактные размеры излучающей дуги, позволяют создавать световые пучки высокой интенсивности

### Области применения
- Магазины и витрины, офисы и общественные места
- Декоративное наружное освещение: освещение зданий и пешеходных зон
- Художественное освещение театров, кино и эстрады [профессиональное световое оборудование]
- Автомобильные фары
- Фонари для подводного использования (элемент дайверского снаряжения)

### Преимущества
- Высокая эффективность ламп.
- Длительный срок службы по сравнению с лампами накаливания.
- Экономичность.

### Недостатки
- высокая стоимость (относительно ламп накаливания);
- большие размеры;
- необходимость пускорегулирующей аппаратуры;
- долгий выход на рабочий режим у некоторых типов ламп (например, металлогалогенных);
- высокая чувствительность к сбоям в питании и скачкам напряжения;
- наличие токсичных компонентов у ряда типов ламп (например, люминесцентных ламп и ДРЛ), и как следствие необходимость в инфраструктуре по сбору и утилизации;
- невозможность изготовления ламп на самое разное напряжение (от долей вольта до сотен вольт);
- наличие мерцания и гудения при работе на переменном токе промышленной частоты;
- прерывистый спектр излучения;
- невозможно регулировать мощность лампы с помощью диммера;
- затруднённое зажигание некоторых типов ламп при низких температурах.

## Типы
- Люминесцентные лампы
- Ртутные газоразрядные лампы
- Металогалогенные лампы
- Натриевые лампы
- Неоновые лампы
- Индукционные лампы
- Ксеноновые дуговые лампы
- и др.